# Moonmadness
Moonmadness ist das vierte Studioalbum der britischen Progressive-Rock-Band Camel. Es erschien im Jahr 1976 bei Decca Records.

## Entstehung und Veröffentlichung
Nach dem überraschenden Erfolg des instrumentalen The Snow Goose wollten Camel, nun mit Mel Collins als Sessionmusiker, den kreativen Impetus nutzen und bald neue Studioaufnahmen machen. Doch die Plattenfirma begann Erwartungen bezüglich eines erneuten kommerziellen Erfolgs zu äußern und verlangte auch wieder Gesangspassagen. Außerdem bestand zwischen Andrew Latimer und Peter Bardens zunächst Uneinigkeit beim Songwriting und der stilistischen Ausrichtung. Latimer wollte sich mehr vom britischen Prog absetzen und einen exzentrischeren Stil finden, Bardens wollte sich mehr am US-amerikanischen Mainstream orientieren. Es konnten jedoch Kompromisse gemacht werden, wobei Doug Ferguson und Andy Ward kaum an den Kompositionen beteiligt wurden. Bardens ließ sich für die Liedtexte von Hermann Hesses Siddhartha und Das Glasperlenspiel inspirieren, Latimer von Werken J. R. R. Tolkiens und John Steinbecks.
Moonmadness wurde Anfang 1976 innerhalb weniger Wochen in den Londoner Basing Street Studios eingespielt und noch im selben Jahr auf LP veröffentlicht; Doug Ferguson verließ nach dem Album die Band. Eine CD-Version von Moonmadness kam erstmals 1983 auf den Markt. In den Jahren 2002 und 2009 erschienen remasterte Versionen mit Bonus-Titeln.

## Titelliste

### Seite 1
1. Aristillus – 1:56
2. Song Within a Song – 7:16
3. Chord Change – 6:45
4. Spirit of the Water – 2:04

### Seite 2
1. Another Night – 6:58
2. Air Born – 5:02
3. Lunar Sea – 9:11

### Bonus-Titel 2002
1. Another Night (Single Version) – 3:22
2. Spirit of the Water (Demo) – 2:13
3. Song Within a Song (Live am 14. April 1976 im Hammersmith Odeon) – 7:11
4. Lunar Seas (Live am 14. April 1976 im Hammersmith Odeon) – 9:51
5. Preparation/Dunkirk (Live am 14. April 1976 im Hammersmith Odeon) – 9:32

### Bonus-CD 2009
1. Song Within a Song – 7:13
2. Excerpts from The Snow Goose – 10:41
3. Air Born – 4:58
4. Chord Change – 6:49
5. The White Rider – 8:51
6. Preparation/Dunkirk – 9:22
7. Another Night – 6:27
8. Lady Fantasy – 16:05 (alle Stücke live am 14. April 1976 im Hammersmith Odeon)

## Stil
Nach dem experimentierfreudigen Konzeptalbum The Snow Goose wurde Moonmadness, angeblich auch auf Druck der Plattenfirma, ein ruhigeres und massentauglicheres Album. Melodische Gitarren und sphärische Keyboards stehen im Vordergrund. Ähnlichkeiten zu Genesis sind erkennbar, aber auch Anklänge an den Canterbury Sound. Die Atmosphäre ist meist verträumt.

## Rezeption
Moonmadness gilt als Klassiker der Band und des Progressive Rock. Die britische Musikzeitschrift Classic Rock kürte das Album im Juli 2010 zu einem der 50 Musikalben, die den Progressive Rock prägten. Das Musikmagazin eclipsed wählte es auf den 18. Platz seiner Liste der 150 wichtigsten Prog-Alben und für Günter Schote von den Babyblauen Seiten ist es „in seiner Gesamtheit das stimmigste Album der Band um Andy Latimer und (damals noch) Peter Bardens. Schwache Songs gibt’s nicht und der verträumte, symphonische Sound stimmt hinten und vorne.“